# Gagea novoascanica
Gagea novoascanica là một loài thực vật có hoa trong họ Liliaceae. Loài này được Klokov miêu tả khoa học đầu tiên năm 1974.